# Jaime Laredo

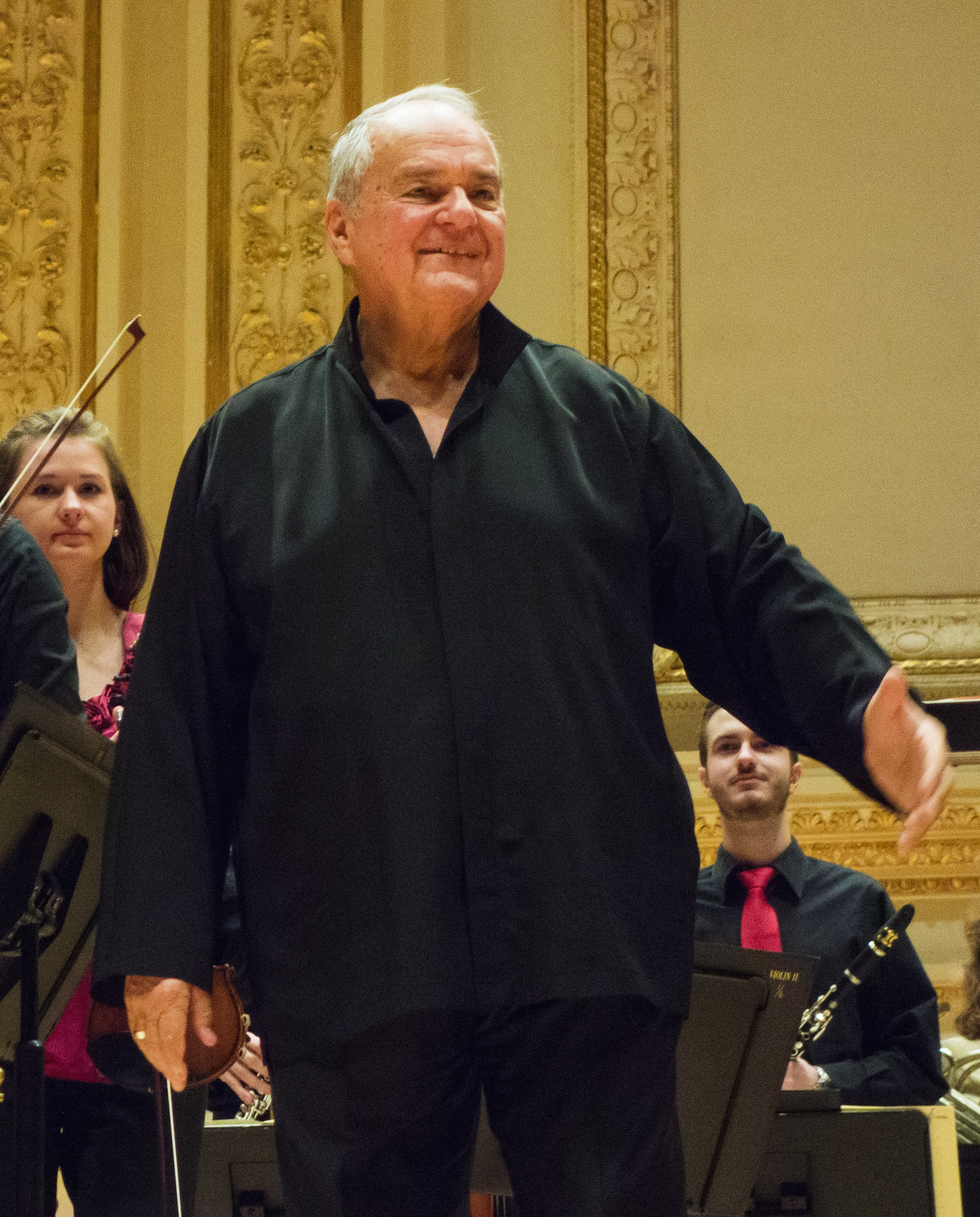
Jaime Laredo (2014)

Jaime Laredo (Cochabamba, Bolivia, 7 de junio de 1941) es un violinista, violista y director de orquesta boliviano, nacionalizado estadounidense.

## Biografía
Nacido en junio de 1941 en Cochabamba, Bolivia. Sus padres fueron Eduardo Laredo y Elena Unzueta. Su primer profesor de violín fue Carlos Flamini con quien comenzó a los cinco años. En 1948 su familia se trasladó a los Estados Unidos proyectando el futuro de sus hijos y sobre todo el de Jaime, y en San Francisco tomó lecciones de violín con Antonio De Grassi. También estudió con Frank Houser antes de trasladarse a Cleveland (Ohio), donde estudió con Joseph Gingold en 1953. Completó su formación en el Instituto de Música Curtis de Filadelfia donde tuvo como profesor a Ivan Galamian. 
Ganó el primer premio en el concurso internacional Reina Isabel de Bruselas en  mayo de 1959.
Su recital en el Carnegie Hall en octubre de 1960 tuvo un gran éxito y le ayudó a lanzar su carrera. Al año siguiente tocó en el Royal Albert Hall de Londres. Posteriormente, tocará con casi todas las más importantes orquestas europeas y americanas, incluidas la Orquesta Sinfónica de Boston, la Orquesta Sinfónica de Chicago, la Orquesta Filarmónica de Nueva York, la Orquesta de Cleveland, la Orquesta de Filadelfia, la Orquesta Sinfónica de Londres o la Orquesta Filarmónica Real de Londres.
De 1960 a 1974 estuvo casado con la también famosa pianista Ruth Laredo (de soltera Ruth Meckler), discípula de Rudolf Serkin, a quien había conocido en el Instituto Curtis y con quien formó un dúo con el que actuaron de 1960 hasta el nacimiento de su hija Jennifer en 1969.
Es también un gran intérprete de viola, instrumento con el que grabó cuartetos para piano con Isaac Stern, Yo-Yo Ma y Emanuel Ax. Colaboró con el pianista Glenn Gould, con el que grabó las sonatas para violín y teclado de Johann Sebastian Bach.

## Director de orquesta
Fue el director de la Orquesta Sinfónica de Vermont desde 1999 hasta el 2021, en que fue reemplazado por  Andrew Crust en septiembre de ese año. [cita requerida]

## Labor pedagógica
Ha impartido clases en prestigiosos centros como el Instituto Curtis de Música o la Indiana University Jacobs School of Music.

## Concursos, premios, reconocimientos
- Queen Elizabeth of Belgium Competition (1959)
- Deutsche Schallplatten Prize
- Gramophone Award
- Numerosas nominaciones a los premios Emmy.
- Premio Grammy (1992) a la mejor interpretación de música de cámara: Cuartetos para piano Op. 25 y 26, Ax, Laredo, Yo- Yo Ma y Stern.